# 小行星5764
小行星5764是一颗围绕太阳公转的小行星。1985年2月10日，亨利·德波鸿诺在拉西拉天文台发现了此天体。
这颗小行星的绝对星等为77.27531389520257等。